# Zayn
Zayn, pseudonimo di Zain Javadd Malik (Bradford, 12 gennaio 1993), è un cantante britannico, membro della boy band One Direction fino al 2015.
Da solista ha pubblicato quattro album e raggiunto la vetta della Billboard Hot 100 e della Official Singles Chart con il singolo Pillowtalk.

## Biografia
Nato da Yaser Malik (di origini anglo-pakistane) e da Trisha Brennan Malik (inglese convertita all'Islam prima del matrimonio) a Bradford, nel West Yorkshire, Zayn è cresciuto ad East Bowling, quartiere a sud del centro di Bradford, in compagnia delle sue tre sorelle: Doniya, Waliyha e Safaa. Ha frequentato la Lower Fields Primary School e la Tong High School, istituti nei quali Zayn ha affermato di aver fatto fatica ad adattarsi a scuola poiché era l'unico della classe ad avere origini miste, oltre ad essere stato preso di mira dai compagni ma ha trovato nella musica e nell'arte un modo per esprimersi e superare queste difficoltà. Durante il periodo scolastico, ha partecipato a spettacoli musicali e si è fatto notare per il suo talento nel canto. Ha anche rivelato che da bambino era più interessato all'arte e alle espressioni creative rispetto alle altre materie.
Cita la urban come influenza musicale, con generi quali R&B e hip hop, indicando artisti come R. Kelly, Usher e Prince come fonti di ispirazione e di influenza per la sua musica.

## Carriera

### One Direction (2010-2015)

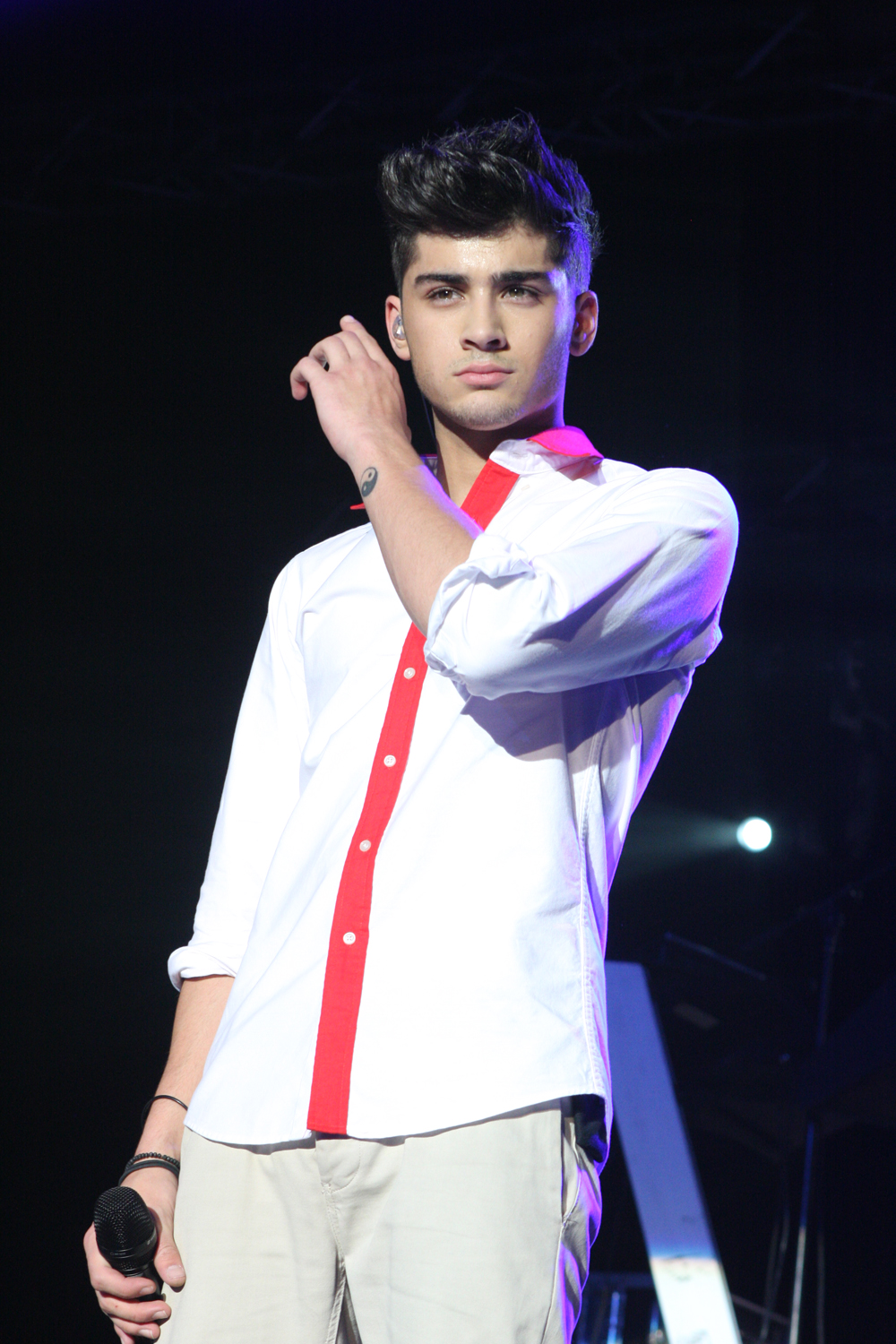
Zayn ai tempi degli One Direction nel 2012

Nel 2010 Zayn si è presentato come cantante solista ai provini della settima edizione del talent show The X Factor, interpretando Let Me Love You di Mario. Inizialmente la sua audizione non fu trasmessa dalla TV britannica e andò in onda soltanto durante The Xtra Factor. Al Bootcamp venne scartato come solista, ma Simon Cowell e Nicole Scherzinger lo unirono con Louis Tomlinson, Niall Horan, Harry Styles e Liam Payne per formare la boy band One Direction, arrivando così a partecipare al talent show, aggiudicandosi il terzo posto.
In seguito a The X Factor, il quintetto ha firmato un contratto di due milioni di sterline con la Syco, con la quale hanno pubblicato nel novembre 2011 l'album di debutto Up All Night. Anticipato dal singolo What Makes You Beautiful, l'album ha ottenuto un grande successo commerciale, raggiungendo la prima posizione della classifica britannica degli album e la quarta nella Billboard 200 statunitense. Anche i singoli successivi Gotta Be You e One Thing risultano dei grandi successi commerciali.
Nel 2012 è stata la volta del secondo album Take Me Home, uscito il 12 novembre e promosso dai singoli Live While We're Young, Little Things e Kiss You. Il 22 luglio 2013 gli One Direction hanno pubblicato il videoclip del singolo Best Song Ever, volto ad anticipare il loro primo film One Direction: This Is Us nonché il terzo album in studio Midnight Memories.

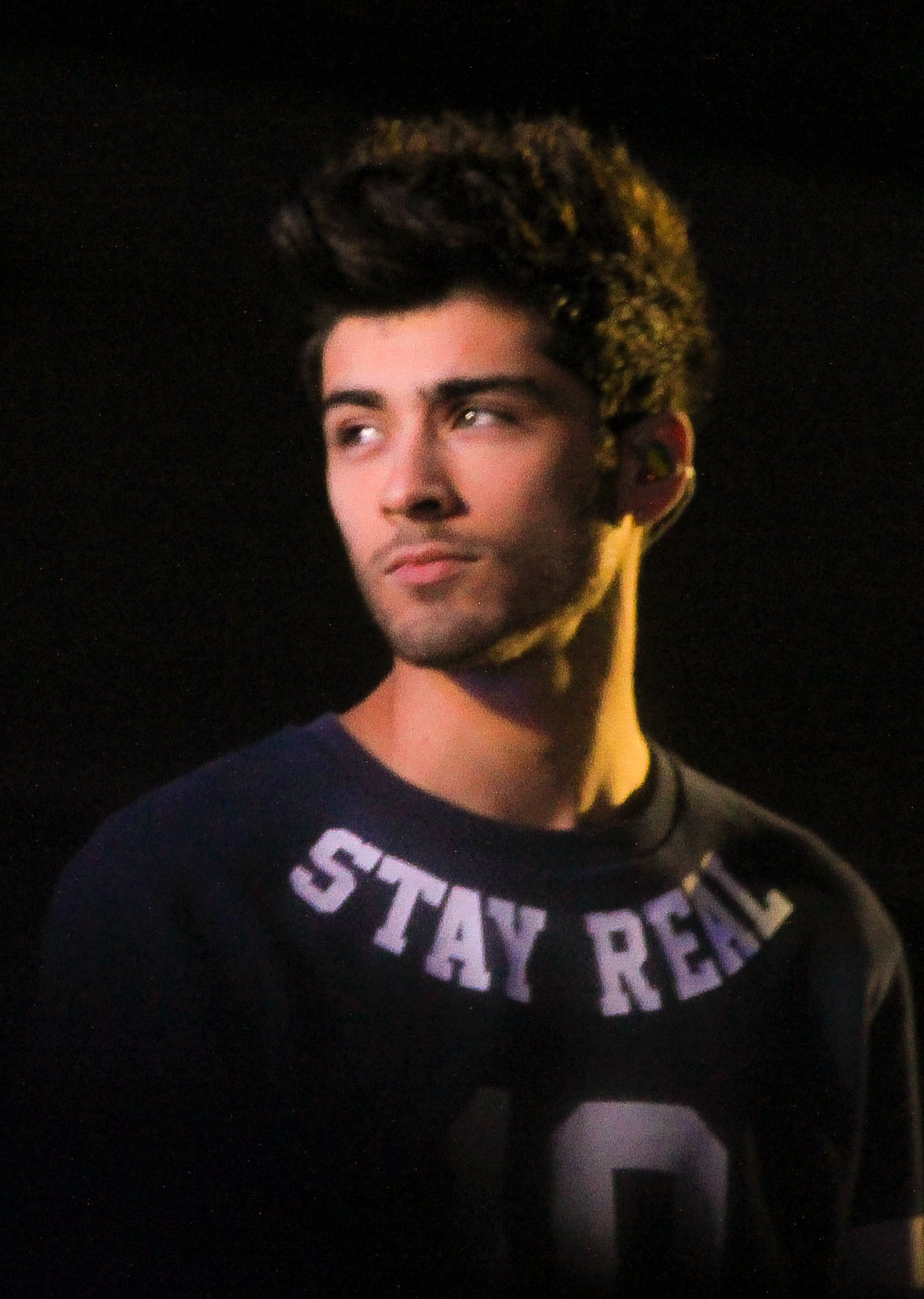
Zayn nel 2014

Nel mese di novembre 2014 il gruppo ha pubblicato il quarto album Four, promosso dai singoli Steal My Girl e Night Changes. Durante lo svolgimento dell'On the Road Again Tour, Zayn ha lasciato temporaneamente la formazione a causa di un forte stress che lo aveva colpito. Il 25 marzo 2015, tramite un comunicato pubblicato sul social network Facebook, il cantante ha reso ufficiale la sua decisione di abbandonare in via definitiva gli One Direction, affermando di voler proseguire a condurre la propria vita come un normale ventiduenne. Zayn ha in seguito dichiarato di non aver scritto lui quel comunicato e spiegato che la vita nella band non lo rappresentava più, in quanto essa gli avrebbe più volte impedito di esprimere la propria musica, e ciò lo ha condotto a perdere sempre più entusiasmo per quello che stava facendo, sentendosi bloccato in un ruolo prefissato.
Nel 2018, in un'intervista a Vogue UK, il cantante ha parlato apertamente della sua salute mentale, rivelando di aver sofferto di ansia debilitante e disturbi alimentari, che lo portavano a saltare frequentemente i pasti o peggio ancora non mangiare per parecchi giorni. Riguardo ai legami con gli altri membri dei One Direction, Zayn ha voluto sottolineare di non nutrire alcun rancore verso nessuno di loro, ma di aver sentito di intraprendere un percorso individuale che riflettesse maggiormente i suoi interessi artistici. Benché la sua decisione abbia inizialmente causato delle tensioni con gli altri componenti della band, ha dichiarato che nel tempo hanno trovato un equilibrio e proseguito a nutrire un forte rispetto reciproco. La sua storia ha altresì contribuito a sensibilizzare il pubblico sull'importanza di affrontare i temi della salute mentale e dell’ansia nel mondo dello spettacolo.

### Carriera solista (2015-presente)
Il 29 luglio 2015 Zayn ha annunciato di aver firmato un contratto discografico con la RCA. Il 17 novembre 2015 Zayn ha rivelato di essere intenzionato a pubblicare il proprio album di debutto agli inizi del 2016, spiegando che presenterà una forte influenza R&B e rock.
Il 24 gennaio 2016 Zayn ha annunciato il primo singolo da solista, intitolato Pillowtalk e uscito cinque giorni più tardi, mentre al termine del mese lo stesso ha rivelato il titolo dell'album, Mind of Mine, aggiungendo che sarà costituito da 17-18 brani.
Successivamente sono stati annunciati la data di uscita dell'album, fissata al 25 marzo 2016, e il brano It's You, reso disponibile per l'ascolto a partire dal 25 febbraio. Il 10 marzo è stato invece uscito per lo streaming un secondo brano estratto dall'album, Like I Would, estratto successivamente come secondo singolo il giorno seguente in una versione remixata da The White Panda. Otto giorni prima dell'uscita dell'album, il cantante ha reso disponibile per l'ascolto anche il brano Befour.
Il 9 dicembre 2016 esce l'inedito I Don't Wanna Live Forever, inciso insieme a Taylor Swift ed inserito nella colonna sonora del film Cinquanta sfumature di nero. Il 24 marzo 2017 è stata la volta del singolo Still Got Time, realizzato con la collaborazione di PartyNextDoor. Nell'autunno di quell'anno è invece uscito Dusk Till Dawn, che vanta la partecipazione della cantautrice australiana Sia.
Il 12 aprile 2018 Zayn ha pubblicato il singolo Let Me, seguito il 23 maggio da Entertainer e il 15 novembre da No Candle No Light, in collaborazione con la rapper Nicki Minaj. Nel dicembre 2018 è uscito il secondo album da solista, Icarus Falls.
Nel 2019 ha eseguito una cover di A Whole New World con Zhavia Ward per la colonna sonora del film del 2019 Aladdin. Una versione bilingue inglese e spagnola, Un mundo ideal, eseguita da Malik e Becky G, è stata pubblicata il 17 maggio 2019. Nella versione completamente spagnola è invece presente come artista ospite Aitana.
Il 15 gennaio 2021 Zayn ha pubblicato il terzo album Nobody Is Listening, anticipato dai singoli Better (25 settembre 2020) e Vibez (8 gennaio). Nel marzo 2021 collabora con la cantante Ingrid Michaelson nel singolo To Begin Again.
Nel 2021 si vocfera che la sua etichetta discografica (RCA) lo abbia licenziato, in verità il cantante ha lasciato l'etichetta volontariamente. Secondo varie fonti e dichiarazioni, Zayn ha scelto di lasciare RCA perché si sentiva limitato e incapace di esprimere le sue volontà creative; voleva esplorare un suono e un approccio musicale più autentico, lontano dalle pressioni commerciali che, a suo dire, influivano sul suo lavoro. Dopo aver lasciato RCA, Zayn ha iniziato a lavorare in modo indipendente e a fare musica secondo i suoi tempi.Nel giugno del 2023 firma un contratto con la Mercury Records.Il 21 luglio lancia il singolo Love Like This.
Il 17 maggio 2024 pubblica il suo quarto album in studio, Room Under the Stairs.Nello stesso giorno, Zayn ha tenuto il suo primo concerto da solista all’O2 Shepherd’s Bush Empire. L’album ha debuttato al terzo posto nella UK Albums Chart, e al quindicesimo della Billboard 200 in America.
Nell’ottobre 2024, avrebbe dovuto iniziare il suo primo tour da solista in giro per il Nord America e l’Inghilterra, chiamato "Stairway to the Sky" Tour. Qualche data è stata però rimandata a dicembre e gennaio 2025 in seguito alla scomparsa del suo amico e compagno di band Liam Payne. In seguito a questi avvenimenti, il tour ha avuto inizio effettivo in data 23 novembre a Leeds.

## Stile musicale
Zayn cita la musica urban come la sua principale influenza musicale, essendo cresciuto prevalentemente con R&B, hip hop e reggae, oltre alla musica di Bollywood. È stato influenzato dagli album urban di proprietà del padre, tra cui Nusrat Fateh Ali Khan, R. Kelly, Usher, Donell Jones, Prince, Tupac Shakur, The Notorious B.I.G., Gregory Isaacs, Yellowman e Chris Brown. Nel periodo con gli One Direction, il cantante ha mostrato uno stile di canto differente rispetto agli altri membri della formazione, evidenziatosi in particolar modo con il suo album di debutto Mind of Mine, di genere tipicamente alternative R&B, con influenze electronic dance music, hip hop, Neo soul e reggae.
Malik possiede un vasto tenore vocale, ed è noto per le sue capacità nell'uso del belting e delle tecniche per raggiungere le note alte con la sua voce. In particolar modo, Brad Nelson di The Guardian ha scritto: «Era uno dei più abili cantanti del gruppo [gli One Direction], esibendo la gamma più ampia, per lo più in un tenore argentato e pieno di corpo, simile ma più nitido e preciso di quello di Harry Styles».

## Vita privata
Agli inizi del 2012 Zayn ha iniziato a frequentare la cantante Perrie Edwards delle Little Mix, fidanzandosi l'anno seguente. Il 4 agosto 2015 il rappresentante di Malik annunciò che la coppia aveva terminato il loro fidanzamento poche settimane prima. Alla fine del 2015 il cantante ha iniziato a frequentare la modella statunitense Gigi Hadid, la quale è in seguito apparsa nel video musicale del singolo d'esordio Pillowtalk dello stesso. Dopo aver interrotto la relazione nel novembre 2018, la coppia si è ricongiunta nel dicembre 2019. Il 1º maggio 2020 Hadid ha rivelato al The Tonight Show di aspettare una bambina dal cantante, nata nel mese di settembre. La coppia poi si separa definitivamente nell'ottobre del 2021.

## Discografia

### Da solista
- 2016 – Mind of Mine
- 2018 – Icarus Falls
- 2021 – Nobody Is Listening
- 2024 - Room Under the Stairs

### Con gli One Direction
- 2011 – Up All Night
- 2012 – Take Me Home
- 2013 – Midnight Memories
- 2014 – Four

## Tournée
- 2024 – Stairway To The Sky Tour

## Filmografia
- iCarly, serie TV, episodio 6x22 (2012)
- One Direction: This Is Us, regia di Morgan Spurlock (2013)
- Ocean's 8, regia di Gary Ross (2018)